# Hrabstwo Clay (Indiana)
Hrabstwo Clay położone jest w stanie Indiana w Stanach Zjednoczonych. Stolica hrabstwa znajduje się w mieście Brazil.
- Powierzchnia: 933 km²
- Ludność: 26 556 osób (2000)

## Miasta
- Coalmont (CDP)
- Brazil
- Carbon
- Center Point
- Clay City
- Harmony
- Knightsville
- Staunton